# Saint-Marcel-l'Éclairé
Saint-Marcel-l'Éclairé é uma comuna francesa na região administrativa de Auvérnia-Ródano-Alpes, no departamento de Ródano. Estende-se por uma área de 11,88 km². Em 2010 a comuna tinha 552 habitantes (densidade: 46,5 hab./km²).